# Заводовка (Херсонская область)
Заводовка (укр. Заводівка) — село в Горностаевской поселковой общине Каховского района Херсонской области Украины. В 2022 году, во время вторжения России на Украину, село было захвачено. На данный момент находится под оккупацией ВС РФ.
Население по переписи 2001 года составляло 1124 человека. Почтовый индекс — 74610. Телефонный код — 5544. Код КОАТУУ — 6522681501.

## Местный совет
74610, Херсонская обл., Горностаевский р-н, с. Заводовка, ул. Юбилейная